# خدمة الأمن المركزي
خدمة الأمن المركزي ( CSS ) هي وكالة تابعة لوزارة الدفاع الأمريكية، والتي تأسست في عام 1972 لدمج وكالة الأمن القومي (NSA) وخدمة مكونات التشفير (SCC) للقوات المسلحة الأمريكية في مجال إشارات الذكاء والتشفير وضمان المعلومات على المستوى التكتيكي. في عام 2002، كان لديها حوالي 25000 عضو نظامي.

## الهيكل التنظيمي
يتألف جهاز الأمن المركزي حالياً من المخابرات العسكرية والأجهزة الأمنية التالية:
- المخابرات العسكرية الأمريكية والقيادة الأمنية (INSCOM، وكالة أمن الجيش الأمريكي سابقًا)
- كتيبة دعم التشفير البحرية (MCSB)
- القيادة السيبرانية للأسطول الأمريكي ( مجموعة الأمن البحرية سابقًا)
- القوات الجوية الخامسة والعشرون ( AFISRA سابقًا)
- المخابرات خفر السواحل (CGI)

## روابط خارجية
- صفحة CSS على الموقع الرسمي لوكالة الأمن القومي / CSS